# Piltdownmannen

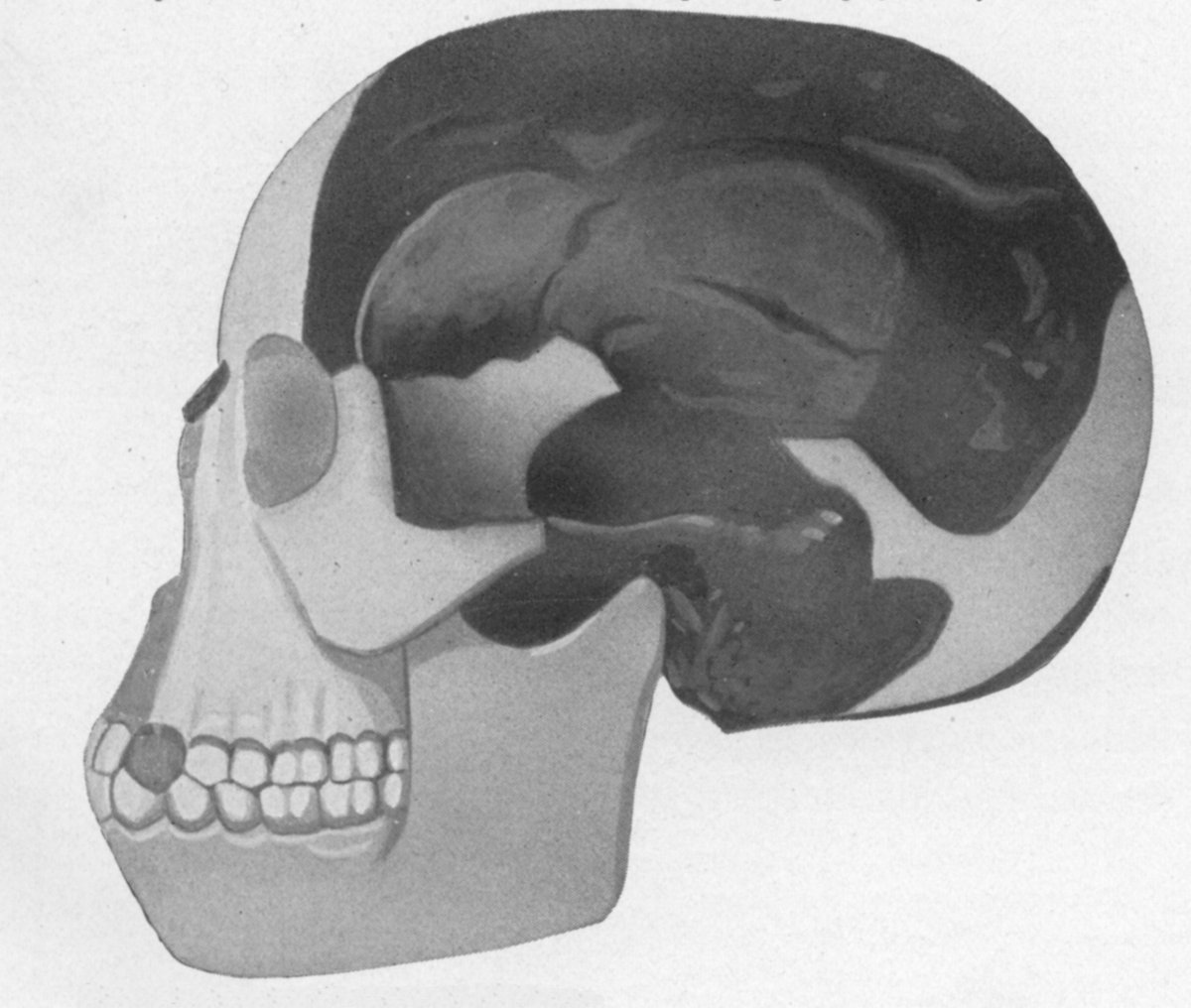
Rekonstruktion av Piltdownmannens skalle

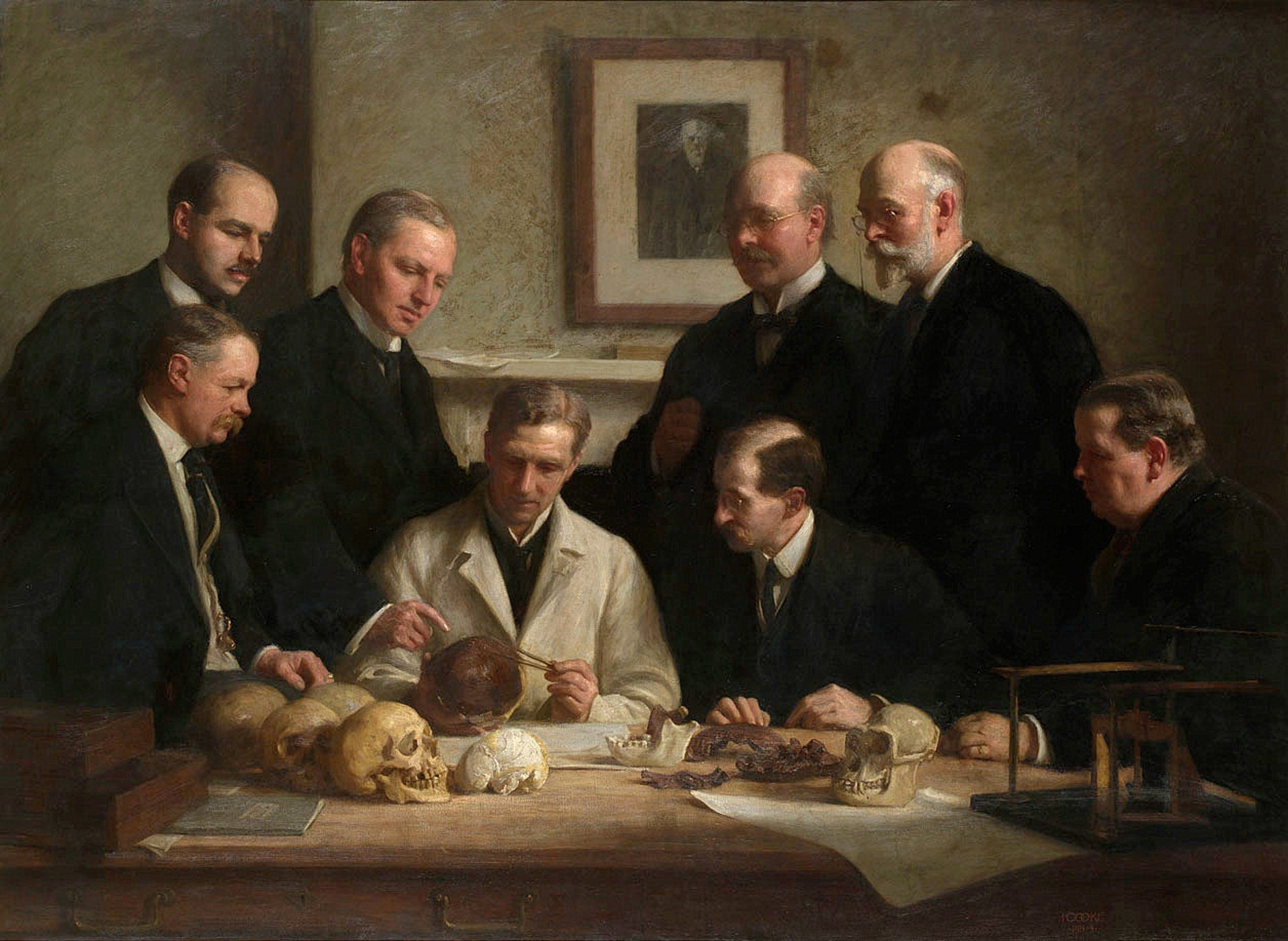
Forskare studerar Piltdownmannen. Oljemålning av John Cooke, 1915.

Piltdownmannen eller Piltdownmänniskan (vetenskapligt namn Eoanthropus Dawsoni) var ett förfalskat fossil av en förhistorisk människa som hittades i Piltdowngrustaget nära Uckfield i Sussex i södra Storbritannien.
Fyndet gjordes 1912 av amatörforskaren Charles Dawson (det latinska namnet Eoanthropus dawsoni betyder "Dawsons gryningsmänniska"). Det visade sig senare bestå av ett mänskligt kranium, skickligt färgat för att se gammalt ut, en fossil käke från en orangutang samt några schimpanständer. Piltdownmänniskan betraktades redan från början på många håll med stor skepsis, men först i slutet på 1940-talet gjordes mer exakta dateringar av fyndet och marklagren vid fyndplatsen som visade att fyndet inte var äkta.
Piltdownmannen betraktas sedan år 1953 officiellt som ett medvetet falsarium även om inga riktiga bevis för vilka som var inblandade lagts fram.

## Upptäckten

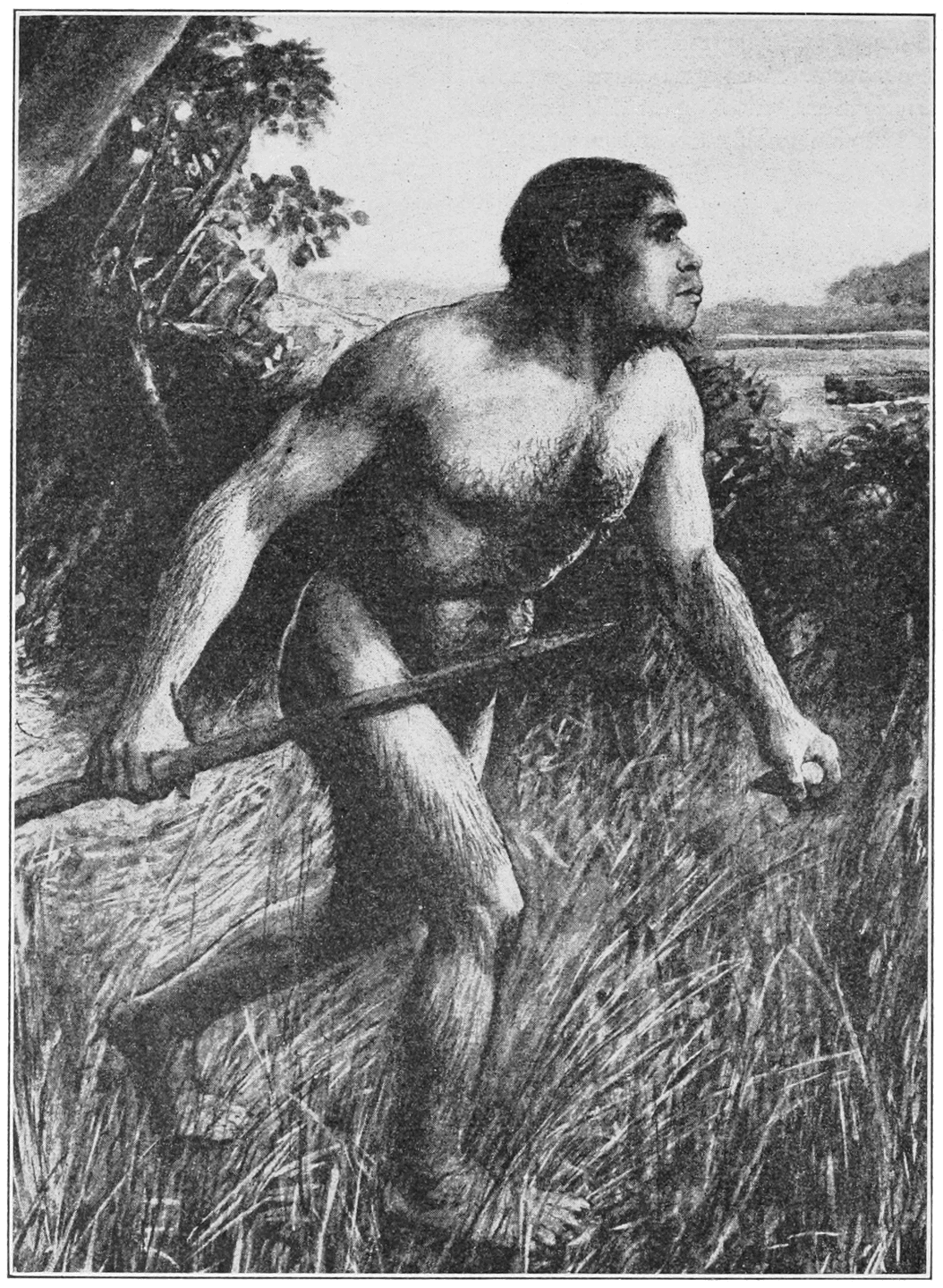
Rekonstuktion av hur Eoanthropus dawsoni kan ha sett ut (1913).

Vid ett möte på Londons geologiska sällskap som hölls den 18 december 1912, påstod Charles Dawson att han hade fått ett fragment av skallen fyra år tidigare av en arbetare vid Piltdowns grustag i East Sussex. Enligt Dawson hade arbetare på stället upptäckt skallen strax innan han besökte det och man hade haft sönder den. Vid upprepade besök på platsen fann Dawson ytterligare fragment av skallen och tog dessa till Arthur Smith Woodward, chefen för den geologiska avdelningen vid British Museum. Woodward blev mycket intresserad av fyndet och gjorde sällskap med Dawson till platsen, där de mellan juni och september 1912 tillsammans samlade ihop fler fragment av skallen och halva underkäken.
Vid samma möte tillkännagav Woodward att en rekonstruktion av fragmenten hade gjorts som pekade på att skallen på många sätt liknade en modern människas, förutom bakre delen av skallen (occiput) (den del av skallen som vilar på ryggraden) och hjärnans storlek, som var ungefär två tredjedelar av en modern människas. Han fortsatte med att visa på att förutom förekomsten av två människoliknande molarer så skulle den funna käken vara identisk med den för en modern, ung schimpans. Utifrån British Museums rekonstruktion av skallen, föreslog Woodward att Piltdownmannen representerade en felande länk i utvecklingen mellan apa och människa, eftersom kombinationen av ett människoliknande kranium och en aplik käke verkade stödja den då förekommande åsikten att den mänskliga utvecklingen började med hjärnan.
Woodwards rekonstruktion av Piltdownfragmenten blev nästan från början starkt ifrågasatt. Vid Engelska kungliga läkarsällskapet användes kopior av samma fragment för att göra en rekonstruktion med ett helt annat resultat, en där hjärnans storlek och andra egenskaper påminde om en modern människa. Den rekonstruktionen, av professor Arthur Keith (senare adlad till Sir), kallades Homo piltdownensis med tanke på dess mer mänskliga utseende.